# Agriocnemis pieris
Agriocnemis pieris е вид водно конче от семейство Coenagrionidae. Видът е незастрашен от изчезване.

## Разпространение
Разпространен е в Индия (Аруначал Прадеш, Гоа, Западна Бенгалия, Карнатака, Керала, Мадхя Прадеш, Махаращра и Тамил Наду).